# هرمون ستيرويدي
الهرمونات الستيرويدية (بالإنجليزية: Steroid hormones)‏ هي مركبات ستيرويدية تلعب دور الهرمونات في جسم الكائن الحي. تصنف حسب منشاءها إلى ستيرويدات قشرية (نسبة إلى قشر الكظر حيث يتم إنتاجها) وستيرويدات جنسية (تفرز من الغدد التناسلية والمشيمة). تصنف أيضا تبعا لأنواع مستقبلاتها إلى خمسة زمر اثنان منها قشرية، الستيرويدات السكرية والستيرويدات المعدنية. وثلاثة منها تناسلية هي الأندروجينات والإستروجينات والبروجستيرونات. يضاف إليها مشتقات الفيتامين دال التي تسلك سلوك مشابه للهرمونات الستيرويدية وتملك مستقبلات خلوية مماثلة لها.
يتم إفراز الهرمونات الستيرويدية عبر ثلاث غدد ستيرويدية: قشرة الغدة الكظرية، الخصيتين، والمبيضين. أثناء الحمل يتم إفرازهم بواسطة المشيمة. جميع الهرمونات الستيرويدية مشتقة من الكوليسترول ويتم نقلها عبر مجرى الدم إلى أعضاء مختلفة من الجسم حيث تنظم هذه الهرمونات عدد واسع من الوظائف الفيزيولوجية.
للهرمونات الستيرويدية دور هام في تنظيم كل من الإستقلاب (الأيض)، العمليات الإلتهابية، وظائف المناعة، التوازن الملحي المائي (الأسموزي) وتطور الصفات الجنسية للفرد.

## الأنواع و الوظائف

### الستيرويدات القشرية

#### الستيرويدات السكرية
مثل الكوريتزول الذي يتحكم أو ينظم العديد من العمليات الأيضية كتكوين الجلكوز من الأحماض الامينية والدهنية وترسب الجليكوجين في الكبد. الستيرويدات السكرية تساعد كذلك على الحفاظ على ضغط الدم. وقد جعلتها أفعالها المضادة للالتهابات والمثبطة للمناعة مفيدة في علاج التهاب المفاصل الروماتويدي ومنع رفض الأعضاء المزروعة.

#### الستيرويدات المعدنية
تساعد القشرانيات المعدنية مثل الألدوستيرون في الحفاظ على التوازن بين الماء والأملاح في الجسم ، وتؤثر في الغالب على الكلى.

### الستيرويدات الجنسية (تناسيلة)

#### الأندروجينات
الأندروجينات هي هرمونات الذكورة. يتم إنتاج الأندروجين الأساسي ، التستوستيرون ، بشكل أساسي عن طريق الخصيتين وبكميات أقل بواسطة قشرة الغدة الكظرية و (عند النساء) بواسطة المبايض. الأندروجينات هي المسؤولة في المقام الأول عن تطوير وصيانة وظيفة الإنجاب وتحفيز الخصائص الجنسية الثانوية في الذكور. يحتوي الأندروجينات أيضًا على وظيفة بنائية (توليفية وبناءة ، وليست تدهورية) في تحفيز إنتاج العضلات والهيكل العظمي وكذلك خلايا الدم الحمراء. لتعزيز النشاط الابتنائي للأندروجينات دون زيادة قدرتها على التذكر ، تم تطوير الستيرويدات الابتنائية (anabolic). على الرغم من أنها كانت تهدف في الأصل إلى مكافحة الأمراض التي تميزت بالهزال ، فقد تم إساءة استخدام هذه الهرمونات الاصطناعية من قبل الأفراد الذين يرغبون في زيادة كتلة عضلاتهم ، مثل الرياضيين الذين يسعون للحصول على ميزة تنافسية. تم ربط الجرعات الزائدة بآثار جانبية خطيرة ، بما في ذلك العقم وأمراض القلب التاجية.

#### الإستروجينات
هرمون الاستروجين هو أحد نوعي الهرمونات الجنسية الأنثوية. يتم إفرازه بشكل رئيسي عن طريق المبيض وبكميات أصغر بواسطة الغدد الكظرية و (عند الرجال) بواسطة الخصيتين. استراديول هو أقوى هرمونات الاستروجين. يعمل هرمون الاستروجين بشكل مشابه للأندروجينات ، على تعزيز تطوير الخصائص الجنسية الأولية والثانوية للإناث ؛ كما أنها تحفز النمو الخطي ونضج الهيكل العظمي. في الثدييات الأخرى ، تبين أن هذه الهرمونات تسبب الشبق (الحرارة). ينخفض إنتاج المبيض لهرمون الاستروجين أثناء انقطاع الطمث.

#### البروجستيرونات
البروجستين ، وأهمها البروجسترون ، هي النوع الآخر من الهرمونات الجنسية الأنثوية وسميت لدورها في الحفاظ على الحمل (ما قبل الحمل). يتم إفراز هرمون الاستروجين والبروجستين بشكل دوري أثناء الحيض. أثناء الدورة الشهرية ، ينتج جريب المبيض الممزق (الجسم الأصفر) من المبيض هرمون البروجسترون ، مما يجعل بطانة الرحم تستقبل غرس البويضة المخصبة. في حالة حدوث ذلك ، تصبح المشيمة المصدر الرئيسي لهرمون البروجسترون ، والذي بدونه سينتهي الحمل. مع تقدم الحمل ، يزداد إنتاج البروجسترون في المشيمة ، وتثبط هذه الجرعات العالية الإباضة ، مما يمنع حدوث حمل ثان. أدت جودة موانع الحمل في البروجسترون إلى تطوير البروجستين المعدلة هيكليًا والإستروجين - موانع الحمل الفموية المعروفة باسم حبوب منع الحمل ، والتي تستخدمها النساء لمنع الحمل غير المرغوب فيه.

## التركيب
يطلق لفظ ستيرويد على المركبات المصنعة طبيعيا في الجسم أو أن المواد الصنعية التي تسلك سلوك الهرمونات الستيرويدية والتي تستخدم لأغراض دوائية.

### الستيرويدات الطبيعية
يتم تركيب الستيرويدات في الجسم في الغدد التناسلية والغدتان الكظريتان من جزيء الكولسترول وتخضع لتعديلات مختلفة تبعا للسترويد المطلوب تصنيعه. تمتلك الهرمونات الستيرويدية القدرة على الإنحلال في الشحوم والتي تشكل النسبة الأكبر من مكونات الغشاء الخلوي ولهذا فهي تعد قابلة على إختراقه والوصول إلى مستقبلاتها داخل الخلوية التي قد تكون مستقبلات نووية أو هيولية (سيتوبلازمية)، ومن ثم تمارس تأثيراتها المطلوبة على الخلايا.
تكون الهرمونات الستيرويدية مرتبطة ببروتينات خاصة من فئة الغلوبيولينات عند تجولها في مجرى الدم تنقلها إلى الأعضاء المستهدفة، منها الترانزكورتين والغلوبيولين الرابط للهرمون الجنسي. يتم بعدها تقويض واستقلاب هذه الهرمونات عند وصولها للكبد والأعضاء الأخرى والنسج المستهدفة من قبلها.

### الستيرويدات الصنعية
أمكن تصنيع العديد من المركبات الستيرويدية التي تمتلك تأثرات مشابهة للطبيعية على المستقبلات الهرمونية من استخدامها دوائياً في العديد من الحالات الطبية. يملك بعضها تأثيرا معززاً وبعضها الآخر تأثيراً أضعف من نظيرتها التي ينتحها الجسم. ومن أمثلتها:
- ستيرويدات سكرية: الكورتيزون، الديكساميثازون، التريامسينولون والبريدنيزون.
- ستيرويدات قشرية معدنية: فلودروكورتيزون.
- أندروجينات: التستسوستيرون، ناندرولون وأوكساندرولون. (وهي ستيرويدات ابتنائية).
- إستروجينات: ثنائي إيثيل ستيلبوستيرول والإستراديول.
- بروجستينات: نوريثيستيرون، أسيتات ميدروكسي بروجستيرون وهيدروكسي بروجستيرون كابرويت.
- فيتامين دال: ديهيدروتاكيستيرول.

بالإضافة لما سبق تم تصنيع مركبات فعالة كناهضات للستيرويدات، منها:
أندروجينية: السيبروستيرون أسيتات
بروجستينية: الميفيبريستون

## النقل وآلية التأثير

### النقل عبر مجرى الدم

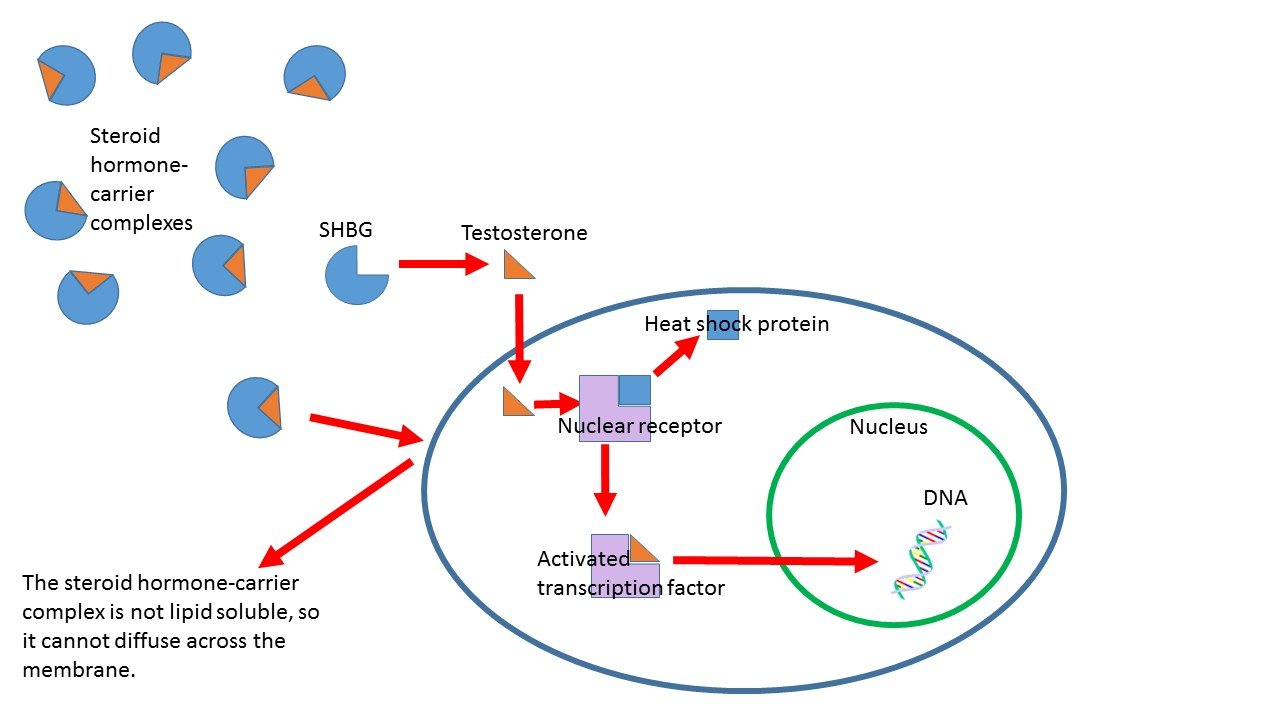
إنفصال الهرمون الستيرويدي عن البروتين الناقل وعبوره الغشاء الخلوي للإرتباط بالمستقبل النوويصورتين لمقارنة طرق دخول الهرمونات الستيرويدية للخلية الهدف

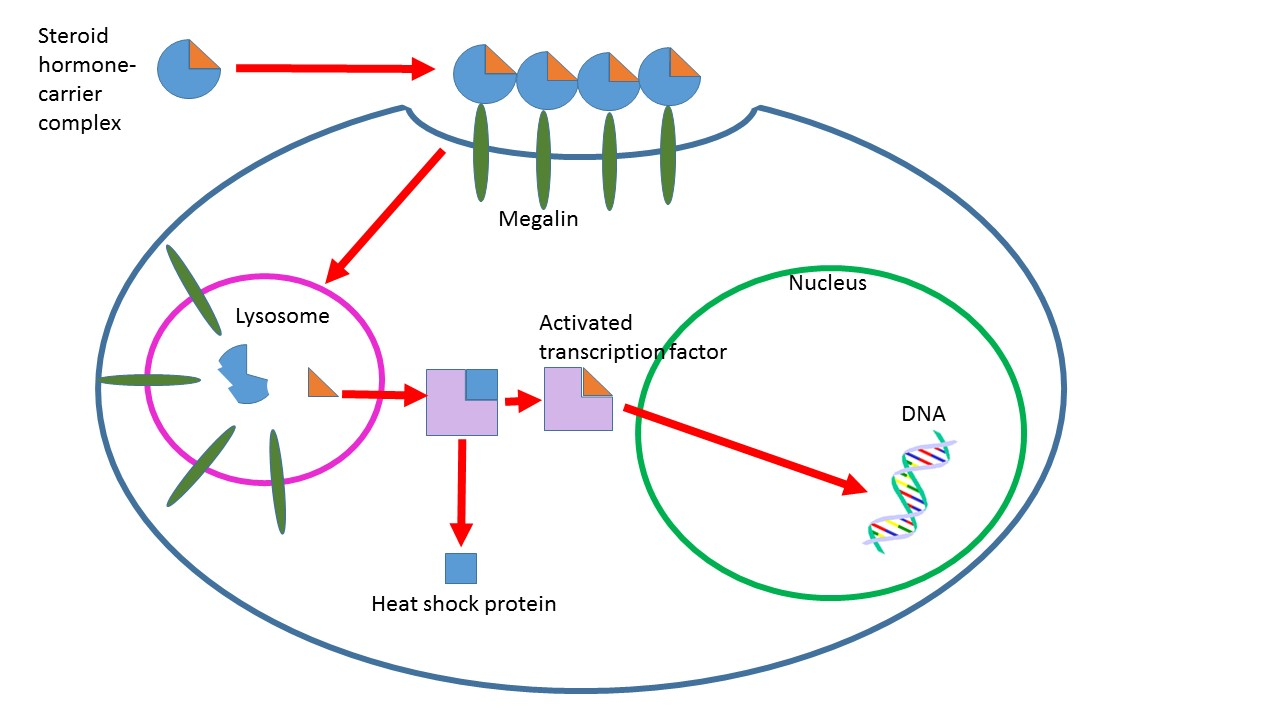
ارتباط الهرمون بمستقبل في غشاء الخلية ودخوله إليها بالإتبلاع

تعتمد الهرمونات الستيرويدية على بروتينات ناقلة أثناء جريانها في الدم تزيد من قابليتها للإنحلال في الماء كونها مركبات شحمية غير محبة للماء. هذه البروتينات هي الألبومين، الترانزكورتين والبروتين الرابط للهرمونات الجنسية. وحتى تستطيع أن تقوم بوظيفتها لاحقاً يتوجب عليها أن تنفصل عن تلك البروتينات وترتبط بمستقبلات خارج خلوية أو تعبر غشاء الخلية وترتبط بمستقبلات داخل خلوية.

### الفعالية وآلية التأثير
تمتلك الهرمونات الستيرويدية العديد من التأثيرات على الحسم وتصنف فاعليتها تبعا لتأثيرها على التعبير المورثي للخلايا إلى سبيلين من التأثير، السبيل المجيني، والذي يكون بطيء التأثير ويترافق مع تغيرات تطرأ على انتساخ بروتينات معينة ضمن الخلايا. وسبيل آخر غير-مجيني ذو تأثير أكثر سرعة.

#### السبيل المجيني
وهو أول السبل التي أمكن التعرف عليها وتصنيفها. خلاله تعبر الهرمونات بشكلها الحرّ غشاء الخلية بفضل خاصيتها للإنحلال في الشحوم. ومن ثم قد تطرأ عليها بعض التعديلات الإنزيمية كالإرجاع والهدرلة (إضافة هيدروكسيل). بعد ذلك ترتبط الهرمونات بمستقبلات خاصة تدعى المستقبلات النووية تكون عبارة عن بروتين فلزي كبير الحجم تطرأ عليه تغيرات شكلية يدخل جزء منه إلى نواة الخلية ويرتبط بقطعة معينة من الحمض النووي الريبوزي منقوص الأكسجين (بالإنجليزية: DNA)‏ ويحرض عندها ترجمة شيفرة وراثية محددة مما يؤدي لإحداث التأثير المطلوب.

#### السبيل غير-المجيني
السبل غير المجينية عديدة وعلى خلاف السبل المجينية فهي لا تتضمن إحداث تأثيراً جينياً. يتواسطها جميعها مستقبل يتواجد في الغشاء البلاسمي للخلية. بعد ارتباطها بالمستقبل تقوم بتأثيرها على العديد من المركبّات الخلوية.

## التأثيرات التنموية والبرمجية للستيرويدات
التعرض لمستويات عالية من الهرمونات الستيرويدية يعطل وظيفة الغدد الصماء الطبيعية ويقلل من الخصوبة في الثدييات بما في ذلك البشر ، خاصة عندما يحدث التعرض خلال الفترات الحرجة من الضعف أثناء النمو.
يرى الرأي الراسخ أن الوظيفة الإنجابية يتم تنظيمها من خلال تكامل المعلومات التي تأتي من منطقة ما تحت المهاد والغدة النخامية والمبيضين ، وأن الغدد التناسلية تعدل تكوين الجريبات وتكوين الستيرويدات في المبيض. أظهرت العديد من الدراسات التي أجريت لفهم الدوائر العصبية والآليات الجزيئية التي تنظم إطلاق الهرمون المطلق لموجهة الغدد التناسلية وردود الفعل الستيرويدية أدوارًا مهمة لمستقبلات الستيرويد الكلاسيكية ومستقبلات الستيرويدات الغشائية والستيرويدات العصبية في منطقة ما تحت المهاد.